# Браян Вілорія
Браян Косталес Вілорія (англ. Brian Costales Viloria; 24 листопада 1980, Вайпаху, Гаваї) — американський професійний боксер, чемпіон світу серед аматорів, чемпіон світу за версіями WBC (2005 — 2006) та IBF (2009 — 2010) у першій найлегшій вазі і за версіями WBO (2011 — 2013) та WBA Super (2012 — 2013) у найлегшій вазі.
Браян Вілорія має філіппінське походження.

## Аматорська кар'єра
1999 року Браян Вілорія став чемпіоном молодіжного турніру Золоті рукавички.
На чемпіонаті світу 1999 завоював золоту медаль.
- В 1/16 фіналу переміг Гері Джонса (Англія) — 18-3
- В 1/8 фіналу переміг Рудольфа Діді (Словаччина) — 9-4
- В чвертьфіналі переміг Брахіма Аслум (Франція) — 4-3
- В півфіналі переміг Субан Паннон (Таїланд) — 19-4
- В фіналі переміг Маікро Ромеро (Куба) — 9-2

На Олімпійських іграх 2000 переміг Сергія Казакова (Росія) — 8-6 і програв Брахіму Аслум (Франція) — 4-6.

## Професіональна кар'єра
2001 року Браян Вілорія дебютував на профірингу і здобув 17 перемог, після чого 10 вересня 2005 року в бою проти Еріка Ортіса (Мексика), нокаутувавши суперника у першому раунді, завоював титул чемпіона світу за версією WBC у першій найлегшій вазі. Браян Вілорія провів один вдалий захист титулу, а 10 серпня 2006 року зазнав першої поразки одностайним рішенням від Омара Ніньо Ромеро (Мексика), втративши звання чемпіона.
У бою-реванші 18 листопала 2006 року Ромеро зберіг титул після спірної нічиєї, але потім був позбавлений звання чемпіона через провалений допінг-тест.
В наступному бою 14 квітня 2007 року Браян Вілорія бився за вакантний титул чемпіона WBC, але програв рішенням більшості Едгару Соса (Мексика).
19 квітня 2009 року Браян Вілорія, нокаутувавши Улісеса Соліса (Мексика), завоював титул чемпіона світу за версією IBF у першій найлегшій вазі і знов втратив його у другому захисті, програвши технічним нокаутом Карлосу Тамара (Колумбія).
16 липня 2011 року Браян Вілорія, здобувши перемогу за очками, відібрав звання чемпіона світу за версією WBO у найлегшій вазі у Хуліо Сезара Міранда (Мексика). В першому захисті він переміг технічним нокаутом Джовані Сегура (Мексика), а в другому втретє зустрівся з Омаром Ніньо Ромеро і цього разу переміг його технічним нокаутом у дев'ятому раунді.
17 листопада 2012 року в об'єднавчому бою з чемпіоном світу за версією WBA Super Ернаном Маркесом (Мексика) Браян Вілорія здобув перемогу технічним нокаутом в десятому раунді і став чемпіоном за двома версіями, але вже в наступному бою втратив титули, програвши Хуану Франсіско Естрада (Мексика) розділеним рішенням.
17 жовтня 2015 року Браян Вілорія програв нокаутом чемпіону світу за версією WBC в найлегшій вазі Роману Гонсалес (Нікарагуа), а останній бій провів 24 лютого 2018 року за вакантний титул чемпіона світу WBA в найлегшій вазі і програв одностайним рішенням Артему Далакяну (Україна).